# Larry Dean Martin
Larry Dean Martin (8 de desembre del 1943 - 9 de març del 2013) fou un paleontòleg estatunidenc, conservador del Museu d'Història Natural i Centre de Recerca sobre la Biodiversitat de la Universitat de Kansas.
Es doctorà en Sistemàtica i Ecologia per la Universitat de Kansas. S'especialitzava en els rèptils del Triàsic i els ocells fòssils. Participà en expedicions paleontològiques, en el transcurs de les quals descobrí més de 200.000 fòssils de vertebrats. Entre els tàxons que descrigué, hi ha el nimràvid Barbourofelis i l'ocell primitiu Confuciusornis, tots dos en col·laboració amb altres científics. Era un dels principals detractors de «la teoria que els ocells són "dinosaures vivents"». Fou autor o coautor de més de 170 publicacions científiques.